# 超熱血高校くにおくん ドッジボール部
『超熱血高校 くにおくんドッジボール部』（ちょうねっけつこうこう くにおくんドッジボールぶ）は、2008年3月19日に発売されたニンテンドーDS専用ソフトである。
開発はアークシステムワークス及びアクセス。音楽は飯塚千晶。

## 概要
正義の不良くにおくんを中心に、熱血高校ドッジボール部が世界の代表チームとバトルを繰り広げる。8人同時対戦、100種類以上の必殺シュート・新システム“熱血ゲージ”などの新要素が追加された。
スピード感に乏しいものの、ボールでのダメージの他、武器や素手での攻撃が可能といった、くにおらしさも健在。ルールはとにかく相手の内野手全員を倒せば勝ち。

## ゲームモード
遠征試合モード
世界中の強豪たちと試合をして優勝を目指す。勝利を重ねる事でチームは経験を積んで、レベルが上がって強くなっていく。
アイテムを装備する事も出来、シュートの威力を上げたり、特殊なシュートを使えるようにしたり等々する事も出来る。
対抗試合モード
好きなチーム・コートを選択して対戦する。
放課後クラブ活動モード
最大8人プレイが可能。放課後を舞台にコートなしのフィールドで対戦する。
1人プレイではコンピューター同士でボールお構いなしに殴り合い、蹴り合いをやっていてプレイヤーが蚊帳の外にされる事が多く、まともな対戦は望めない。
更にコンピューターのキャラクターは固定で変更不可能。
部室モード
好きなキャラクターを集めてオリジナルチームを作成、及びオリジナルキャラクターを作ることが出来る。作成したオリジナルキャラクターは各モードでも使うことが出来る。

## システム
基本的には熱血高校ドッジボール部 (ファミリーコンピュータ)に準ずるが、ニンテンドーDSへのリメイクに合わせて新システムが追加されている。
アイテム
対戦中に内野メンバーが倒されるごとに倒されたメンバーの所属するチームのコートにアイテムが複数投下される。
主に投げたりして敵チームに攻撃するのが多いが、中には蹴り飛ばす事が出来るものや、食べて（飲んで）体力を回復出来るものもある。
試合前の設定でアイテムをなし（出現させなくする）にする事も出来る。なお、ゲーム内では装備アイテムとの区別のため、オブジェクトと表記されている。
暴力行為
ファミコン版では相手にダメージを与える手段はシュートのみだったが、今作では殴る、蹴ると言った暴力行為でもダメージを与えられる。
ただし、与える事が出来るダメージは1で固定の上に、トドメに用いる事が出来ない（残体力が1の場合は当ててもダメージが0になる）。
このシステムの影響でコート中央でボールを置いて待ち伏せし、相手が近づいた所に暴力行為でダメージを与える戦法が成立し、試合にならない事も。
こちらも試合前の設定でなし（暴力行為を出来なくする）にする事も出来る。
熱血バースト
試合中に相手にシュートを当てる、相手のシュートに当たる（キャッチする）、相手のシュートを避ける、殴られたり蹴られたりする事で、
下画面上部の熱血ゲージが貯まってゆく。このゲージがMAXの時に下画面をタッチすると一定時間自チームを強化する熱血バーストが使用出来る。
熱血バーストは4種類あり、試合前に選ぶ事が出来、下記の通りに効果が異なる（遠征試合モードでは相手のチームごとに固定のものが設定されている）。
- ちょうひっさつ（超必殺）

効果時間は一番短いが、効果中は全てのシュートが一撃必殺になる（相手が熱血バースト『ハイパーアーマー』を発動中の場合は除く）。
貫通特性持ちシュート（ex：かんつうしゅーと）も、効果中は命中したもの全てが一撃必殺になるため、『ちょうひっさつ』から貫通特性シュートで一気に決着がつく事もある。
COM時使用チームは『ねっけつこうこう』・『アメリカ』・『ドッジマスター』。
- ハイパーアーマー

効果時間は『ちょうひっさつ』に次いで短いが、効果中は全てのシュートで受けるダメージを1に固定し、更に貫通特性シュートの貫通特性を無効化出来る。
相手が『ちょうひっさつ』発動中でも、『ハイパーアーマー』効果中であれば一撃必殺を免れる事が出来る。
COM時使用チームは『はなぞのこうこう』・『アイスランド』・『カナダ』・『ロシア』。
- スーパーキャッチドッジ

効果時間が長く、効果中はキャッチの受付時間とドッジ（よけ）の有効時間が大幅に伸びる。キャッチのタイミングに慣れていないならば有効。
COM時使用チームは『ドイツ』・『イタリア』・『フランス』・『オランダ』・『ちゅうごく』・『たいわん』。
- ハイダッシュジャンプ

効果時間が長く、効果中は移動速度とジャンプ力が大幅に増える。ただし、今作でそれを活かせる場面はほとんど無い。
COM時使用チームは『イギリス』・『インド』・『アラブ』・『エジプト』・『ブラジル』・『メキシコ』・『ケニア』・『オーストラリア』。
※『シャドウ』はプレイヤーチームが選んだ熱血バーストをそのまま使用する。

## チーム一覧
名前、地上必殺、空中必殺の順に表記。『くにおくんのドッジボールだよ全員集合!』に登場したチームをはじめ、更に新チームが追加された。
- ねっけつこうこう：くにおが率いる、バランスのいいチーム。

くにお（地：かんつうしゅーと　空：なっつしゅーと）
ひろし（地：すねーくしゅーと　空：ぶんれつしゅーと）
こうじ（地：すくりゅーしゅーと　空：いなずましゅーと）
いちろう（地：かっくんしゅーと　空：もずおとししゅーと）
しんいち（地：おぶおぶしゅーと　空：あっしゅくしゅーと）
みつひろ（地：あっぱーしゅーと　空：かそくしゅーと）
たけし（地：ぶーめらんしゅーと　空：ぼうふうしゅーと）
- はなぞのこうこう：りきが率いる、球の切れがいいチーム。

りき（地：あっぱーしゅーと　空：ぶんれつしゅーと）
とおる（地：かんつうしゅーと　空：ぶよぶよしゅーと）
あきら（地：すくりゅーしゅーと　空：なっつしゅーと）
なりたか（地：つうじょうしゅーと　空：つうじょうしゅーと）
まさひこ（地：おぶおぶしゅーと　空：かそくしゅーと）
しんたろう（地：かっくんしゅーと　空：ほえほえしゅーと）
はやと（地：もろはのしゅーと　空：じかんさしゅーと）
- アメリカ：パラメーターがとても高い世界最強チーム。

ういりあむ（地：すくりゅーしゅーと　空：かそくしゅーと）
じょにー（地：るーぷしゅーと　空：ゆーふぉーしゅーと）
らふぇーる（地：ぎがんとしゅーと　空：ばすたーしゅーと）
あっしゅ（地：もえもえしゅーと　空：きゃのんぼーるしゅーと）
らんす（地：ほうがんなげしゅーと　空：きょだいなしゅーと）
まいける（地：ぶーめらんしゅーと　空：ほえほえしゅーと）
じみー（地：どらいぶしゅーと　空：くらっかーしゅーと）
- イギリス：パラメーターが低めだが紳士的なチーム。

じぇーむす（地：すねーくしゅーと　空：いなずましゅーと）
すこっと（地：かんつうしゅーと　空：ほえほえしゅーと）
ないじぇる（地：みすとしゅーと　空：ふぉーくしゅーと）
あーのるど（地：うぃんどしゅーと　空：かげぶんしんしゅーと）
ぐれごりー（地：へんそくしゅーと　空：らんだむわーぷしゅーと）
じゃっく（地：ついんしゅーと　空：くらっかーしゅーと）
れいもんど（地：まぐねっとしゅーと　空：びりびりしゅーと）
- ドイツ：遅いが威力の高いしゅーとを打つチーム。

はいんりひ（地：ぱんつぁーしゅーと　空：ろっくおんしゅーと）
しゅみっと（地：ぎがんとしゅーと　空：あっしゅくしゅーと）
ばうあー（地：ぼうりんぐしゅーと　空：びりびりしゅーと）
べるりんく（地：れいんぼうしゅーと　空：ぎゃんぶるしゅーと）
わいずまん（地：かっくんしゅーと　空：ぶんれつしゅーと）
えあはると（地：ついんしゅーと　空：あとみっくしゅーと）
ぶりっけん（地：ふぉとんしゅーと　空：きゃのんぼーるしゅーと）
- イタリア：キャッチ力が高く、守りが強いチーム。

ろれんつぉ（地：ぴざしゅーと　空：かげぶんしんしゅーと）
じょばんに（地：すてるすしゅーと　空：らんだむわーぷしゅーと）
えみーりお（地：ぷらずましゅーと　空：びりびりしゅーと）
じゅりあの（地：そにっくしゅーと　空：とるねーどしゅーと）
びっとりお（地：ふぁんとむしゅーと　空：だぶるしゅーと）
あんとにお（地：すねーくしゅーと　空：ろっくおんしゅーと）
ぴえとろ（地：ぎがんとしゅーと　空：あっしゅくしゅーと）
- フランス：華麗に避け、鮮やかなしゅーとを打つチーム。

ふらんそわ（地：えっふぇるたわーしゅーと　空：ぶよぶよしゅーと）
ぴえーる（地：でこいしゅーと　空：らんだむわーぷしゅーと）
あんどれ（地：すてるすしゅーと　空：ふぇいくしゅーと）
みしぇーる（地：れいんぼうしゅーと　空：いりゅーじょんしゅーと）
ろべーる（地：まぐねっとしゅーと　空：かげぶんしんしゅーと）
じぁん（地：ばっくすぴんしゅーと　空：ばっくあたっくしゅーと）
ふぃりっぷ（地：ふぁんとむしゅーと　空：いれかえしゅーと）
- オランダ：威力は低めだが、しゅーとが速いチーム。

あーつ（地：そにっくしゅーと　空：うぃんどみるしゅーと）
ふらんく（地：ふぉとんしゅーと　空：くしざししゅーと）
えいく（地：うぃんどみるしゅーと　空：とるねーどしゅーと）
はるす（地：すてるすしゅーと　空：かみかくししゅーと）
だるふぁー（地：すこーぴおんしゅーと　空：だぶるしゅーと）
くらうす（地：あっぱーしゅーと　空：じかんさしゅーと）
かいと（地：まっはしゅーと　空：ぼうふうしゅーと）
- インド：体力が少ないが、打たれ強いチーム。

らはーまん（地：おぶおぶしゅーと　空：ほえほえしゅーと）
にーらむ（地：すこーぴおんしゅーと　空：うぇるかむしゅーと）
あしゅらふ（地：ねんりきしゅーと　空：くしざししゅーと）
がねーしゅ（地：へんそくしゅーと　空：ろーりんぐしゅーと）
あじゃーる（地：ふぁんとむしゅーと　空：ぼうれいしゅーと）
らっかん（地：あっぱーしゅーと　空：よーよーしゅーと）
はーびぶ（地：ぶーめらんしゅーと　空：くらっかーしゅーと）
- アラブ：能力が低めだが、球威が高いチーム。

いぶらひむ（地：ぎがんとしゅーと　空：こぶらしゅーと）
まーじど（地：ふぉとんしゅーと　空：あとみっくしゅーと）
さっらーむ（地：もえもえしゅーと　空：ぼうふうしゅーと）
はっだーど（地：もろはのしゅーと　空：あっしゅくしゅーと）
しゃーびる（地：どらいぶしゅーと　空：ぎゃんぶるしゅーと）
さばーふ（地：ほうがんなげしゅーと　空：きょだいしゅーと）
むふたーる（地：ぼうりんぐしゅーと　空：びりびりしゅーと）
- エジプト：変化球が得意で、打たれ強いチーム。

あふまど（地：へんそくしゅーと　空：おうけののろいしゅーと）
さだと（地：ぷらずましゅーと　空：ぼうれいしゅーと）
あぶと（地：ふぁんとむしゅーと　空：かみかくししゅーと）
むはんまど（地：すこーぴおんしゅーと　空：いれかえしゅーと）
はきぃむ（地：るーぷしゅーと　空：うぇるかむしゅーと）
むばらく（地：もろはのしゅーと　空：くしざししゅーと）
たらあき（地：でこいしゅーと　空：りたーんしゅーと）
- ロシア：もるどふ率いる、規律がとれたチーム。

もるどふ（地：すくりゅーしゅーと　空：あっしゅくしゅーと）
こりあのふ（地：わーぷしゅーと　空：ぶんれつしゅーと）
いわのふ（地：まとりょーしかしゅーと　空：ふぉーくしゅーと）
やこぶれふ（地：なだれしゅーと　空：だいせつざんしゅーと）
ずーりん（地：ふろすとしゅーと　空：よーよーしゅーと）
かりもふ（地：ぼうりんぐしゅーと　空：もずおとししゅーと）
けびっち（地：るーぷしゅーと　空：きょだいなしゅーと）
- カナダ：移動が遅いが、しゅーとは速いチーム。

ふぉっくす（地：きんぐさーもんしゅーと　空：かそくしゅーと）
それいや（地：まっはしゅーと　空：かげぶんしんしゅーと）
でぃおん（地：ほのおのしゅーと　空：きゃのんぼーるしゅーと）
ふるふぉーど（地：ばっくすぴんしゅーと　空：ふぇいくしゅーと）
じにんぐす（地：へんそくしゅーと　空：ばっくあたっくしゅーと）
ろにー（地：どらいぶしゅーと　空：ろーりんぐしゅーと）
てーぐる（地：もえもえしゅーと　空：りたーんしゅーと）
- アイスランド：へいるまん率いる、体力の多いチーム。

へいるまん（地：わーぷしゅーと　空：もずおとししゅーと）
すべんそん（地：ふろすとしゅーと　空：ろっくおんしゅーと）
おるせん（地：ぶりざーどしゅーと　空：だいせつざんしゅーと）
おっどそん（地：ついんしゅーと　空：だぶるしゅーと）
けっこねん（地：かっくんしゅーと　空：かそくしゅーと）
にーるせん（地：ぼうりんぐしゅーと　空：ぼうれいしゅーと）
やこぶせん（地：なだれしゅーと　空：りたーんしゅーと）
- ちゅうごく：ジャンプ力が高いアクロバティックなチーム。

らおちぇん（地：かっくんしゅーと　空：ぶよぶよしゅーと）
ゆんつぁお（地：かんつうしゅーと　空：いなずましゅーと）
いゃんはい（地：まぐねっとしゅーと　空：ぱんだしゅーと）
うぇいぴん（地：でこいしゅーと　空：いりゅーじょんしゅーと）
つぁおわん（地：へんそくしゅーと　空：よーよーしゅーと）
つぉんみん（地：うぃんどしゅーと　空：とるねーどしゅーと）
ぱおりゃん（地：ばっくすぴんしゅーと　空：じかんさしゅーと）
- たいわん：パラメーターは弱いが、いいしゅーとを持つチーム。

ちぇんかい（地：ほのおのしゅーと　空：ばくちくしゅーと）
ずぇいしぇん（地：れーるがんしゅーと　空：ばすたーしゅーと）
ちゃぁゆぇん（地：ふろすとしゅーと　空：うぇるかむしゅーと）
ちぇんるん（地：もろはのしゅーと　空：ぎゃんぶるしゅーと）
ゆぇんゆぇん（地：わーぷしゅーと　空：ばっくあたっくしゅーと）
くぇいみゃお（地：ぷらずましゅーと　空：ろーりんぐしゅーと）
ちぃてぃん（地：まっはしゅーと　空：よーよーしゅーと）
- ブラジル：素早さが高く、球速も高いチーム。

ごんざれす（地：ごーるしゅーと　空：あとみっくしゅーと）
まりげーら（地：どらいぶしゅーと　空：とるねーどしゅーと）
おりべいら（地：ばっくすぴんしゅーと　空：ふぇいくしゅーと）
だこすた（地：れーるがんしゅーと　空：いりゅーじょんしゅーと）
でらとーれ（地：へんそくしゅーと　空：くしざししゅーと）
あるめいだ（地：るーぷしゅーと　空：いれかえしゅーと）
ろどりげす（地：ほのおのしゅーと　空：くらっかーしゅーと）
- メキシコ：素早さは高いが、打たれ弱いチーム。

ぴょっくす（地：さぼてんしゅーと　空：ばすたーしゅーと）
まらすか（地：れいんぼうしゅーと　空：らんだむわーぷしゅーと）
りきんて（地：そにっくしゅーと　空：だぶるしゅーと）
かーでぃな（地：ぷらずましゅーと　空：ふぉーくしゅーと）
おどすこ（地：すてるすしゅーと　空：ふぇいくしゅーと）
みでろ（地：ついんしゅーと　空：ろっくおんしゅーと）
ちゃばす（地：すねーくしゅーと　空：ぎゃんぶるしゅーと）
- ケニア：んじょも率いる、素早さが高いチーム。

んじょも（地：ぶーめらんしゅーと　空：ぶよぶよしゅーと）
むば（地：わーぷしゅーと　空：なっつしゅーと）
びゃりまな（地：おぶおぶしゅーと　空：もずおとししゅーと）
みこんべ（地：すくりゅーしゅーと　空：ほえほえしゅーと）
にぱれれ（地：あっぱーしゅーと　空：あっしゅくしゅーと）
うぇんば（地：でこいしゅーと　空：かみかくししゅーと）
ばばんぎだ（地：すぴあしゅーと　空：いれかえしゅーと）
- オーストラリア：二種類の選手が混在するチーム。

めっそー（地：なみのりさんたしゅーと　空：だぶるしゅーと）
きあにん（地：でこいしゅーと　空：じかんさしゅーと）
まーだっく（地：れいんぼうしゅーと　空：うぇるかむしゅーと）
とーます（地：まっはしゅーと　空：あとみっくしゅーと）
こーるまん（地：すこーぴおんしゅーと　空：ろっくおんしゅーと）
びりじょー（地：まぐねっとしゅーと　空：かみかくししゅーと）
べれふぉーど（地：ほうがんなげしゅーと　空：きゃのんぼーるしゅーと）
- シャドウ：難易度普通以上で一人も倒されることなく優勝すると現れる。

シャドウA（プレイヤーチームの初期配置『内1』のキャラクターの必殺シュートを使う）
シャドウB（プレイヤーチームの初期配置『内2』のキャラクターの必殺シュートを使う）
シャドウC（プレイヤーチームの初期配置『内3』のキャラクターの必殺シュートを使う）
シャドウD（プレイヤーチームの初期配置『内4』のキャラクターの必殺シュートを使う）
シャドウE（プレイヤーチームの初期配置『外5』のキャラクターの必殺シュートに準ずるが、外野固定なので実際には使えない）
シャドウF（プレイヤーチームの初期配置『外6』のキャラクターの必殺シュートに準ずるが、外野固定なので実際には使えない）
シャドウG（プレイヤーチームの初期配置『外7』のキャラクターの必殺シュートに準ずるが、外野固定なので実際には使えない）
- ドッジマスター：難易度難しいで一人も倒されることなく勝ち進んでいくと現れる。プレイヤーチームの熱血バースト『ちょうひっさつ』の効果を無効化する。

キングドッジ（地：ごっどぼーる　空：いなずましゅーと）
※防御力が異常に高く、ほとんどの攻撃で1のダメージしか与えられない。更に体力も桁外れに高いので長期戦は必至。暴力行為で地道に削るしかない。しかし、キャッチは下手なようで必殺シュートはまず喰らう。
クイーン（地：わーぷしゅーと　空：ぶんれつしゅーと）
ビショップ（地：ほのおのしゅーと　空：いなずましゅーと）
ナイト（地：まっはしゅーと　空：かそくしゅーと）
ポーン（地：つうじょうしゅーと　空：つうじょうしゅーと）
ポーン（地：つうじょうしゅーと　空：つうじょうしゅーと）
ポーン（地：つうじょうしゅーと　空：つうじょうしゅーと）